# Forteresse de Vrdnik
Les ruines de la forteresse de Vrdnik (en serbe cyrillique : Тврђава Врдник ; en serbe latin : Tvrđava Vrdnik), également connue sous le nom de « tour de Vrdnik » (Врдничка кула/Vrdnička kula) sont situées à Vrdnik, dans la province de Voïvodine et dans le district de Syrmie, en Serbie. Elles sont inscrites sur la liste des monuments culturels de grande importance de la République de Serbie (identifiant no SK 1289).

## Présentation

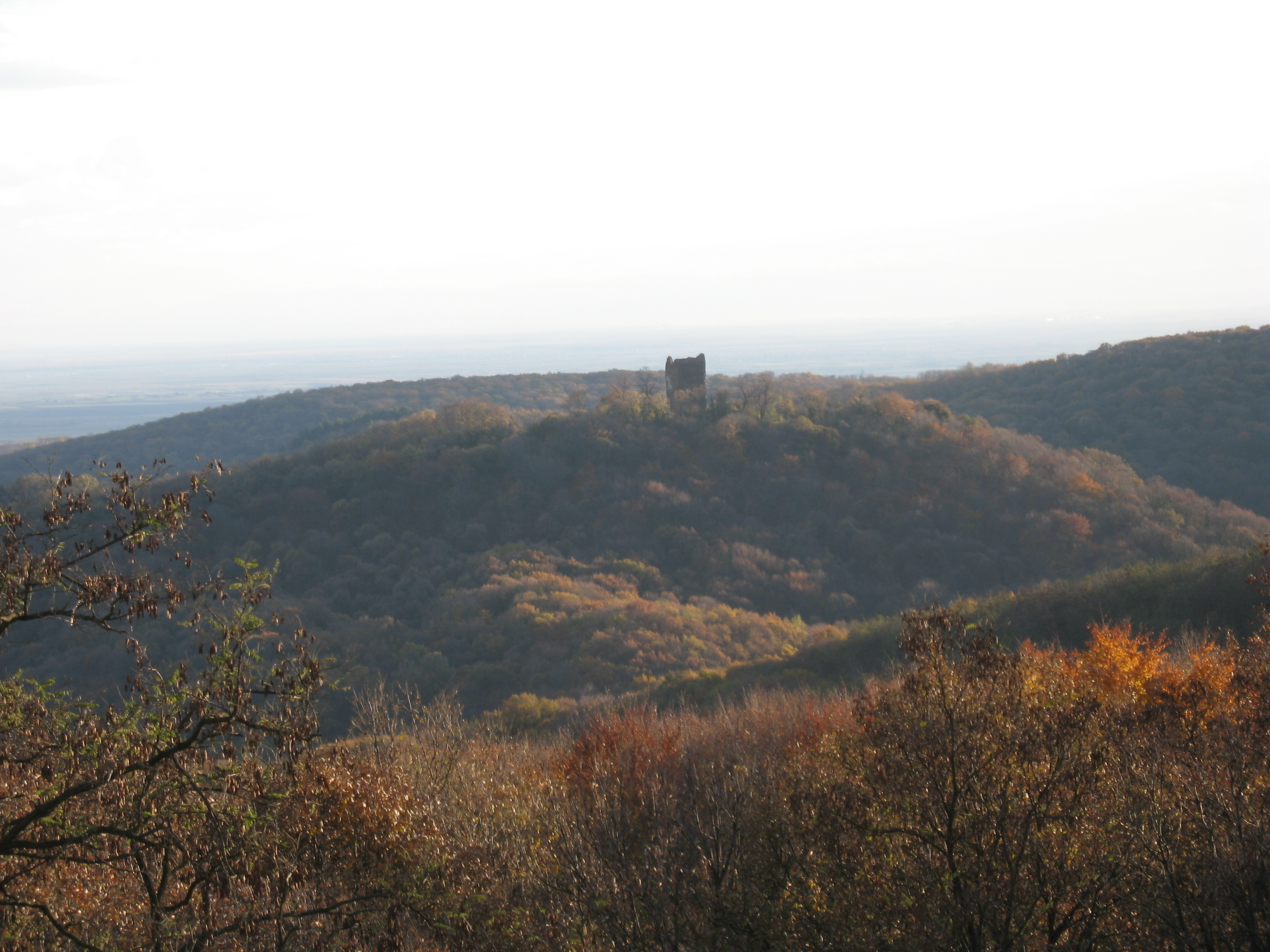
Vue de la tour depuis la Fruška gora.

La forteresse de Vrdnik se trouve sur les pentes méridionales du massif de la Fruška gora, à une altitude d'environ 400 m. Elle est mentionnée pour la première fois en 1315 sous les noms de Rednak, Rednuk ou Regnicz.
La forteresse avait une forme allongée, demi-circulaire, avec une entrée située dans la partie est des remparts. En plus de la porte d'entrée, elle disposait d'une tour d'entrée, rectangulaire à l'intérieur et arrondie à l'extérieur. Dans la partie conservée du mur sud se trouvent des contreforts. Les fortifications sont encore dominées par un donjon demi-circulaire.
Jusqu'à aujourd'hui, aucune recherche archéologique, architecturale ou historique approfondie n'a été menée si bien que l'on manque de données précises sur le passé et l'apparence de Vrdnik.

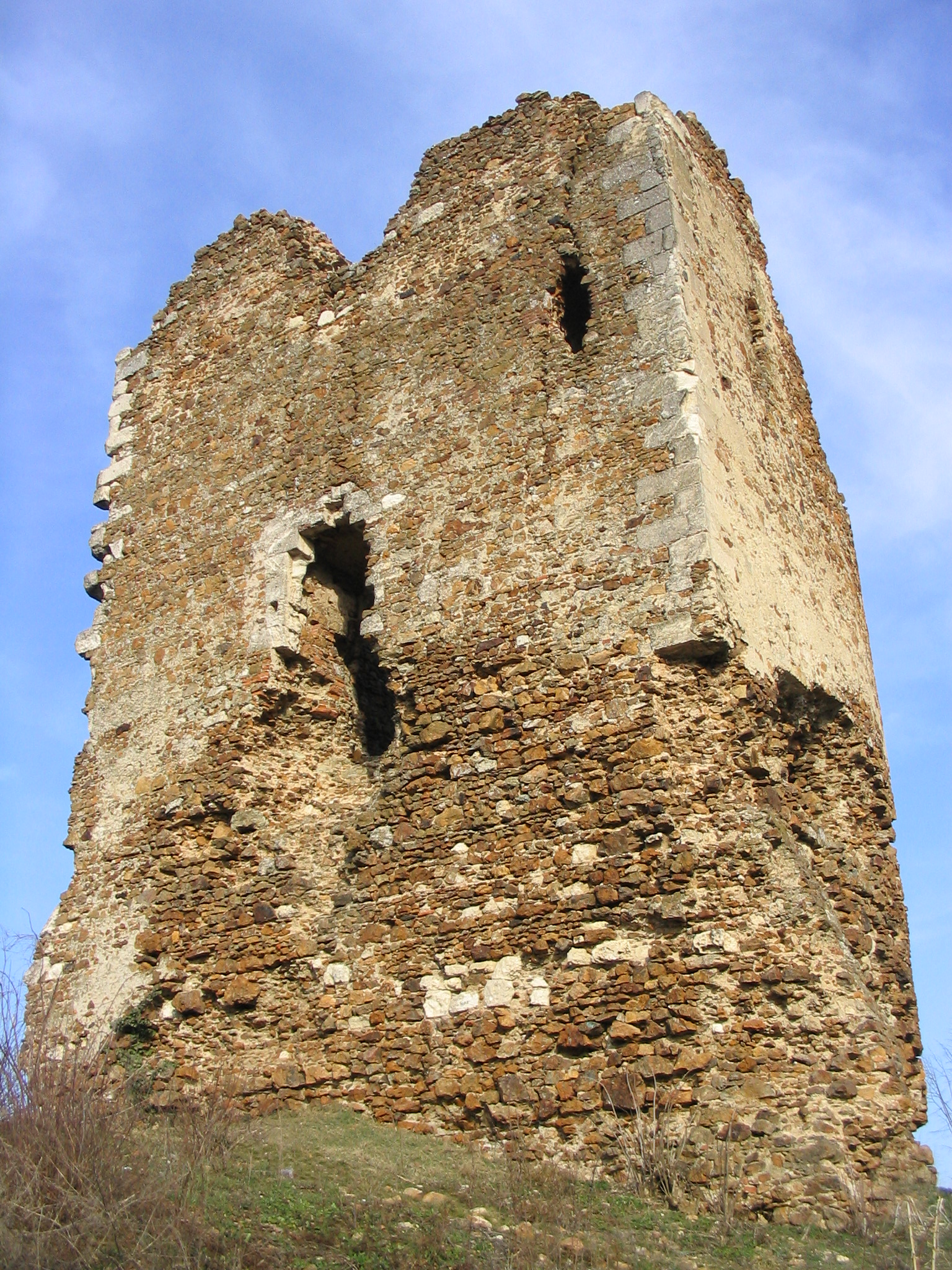
Autre vue de la tour.